# Битва при Карпенісі
Битва поблизу міста Карпенісі (Карпенісіон) (грец. ή Μάχη του Καρπενησίου) або Битва при Кефаловрісо (грец. Η Μάχη του Κεφαλόβρυσου) — битва між грецькими повстанцями під командуванням Маркоса Боцаріса й османськими військами, що сталась 8 серпня 1823 року.

## Передісторія
Після того як грецькі повстанці відбили атаку турків на Месолонгіон, султан зобов'язав Мустаї-пашу з північно-албанського міста Шкодер очолити експедицію до Західної Середньої Греції. Мустаї-паша зібрав 15 000 «геків» (північних албанців) та мірдітів (албанських християн-католиків) і вирушив на південь. Омер-вріоні, який мав 6 000 албанців, не залишав Епір та мав дочекатись на прихід Мустаї-паші, щоб долучитись до нього.

## Маркос Боцаріс
Суліот Боцаріс був одним з командирів часів першої облоги Месолонгіона, але саме йому тимчасовий уряд надав звання генерала. Це викликало невдоволення серед місцевих воєначальників Середньої Греції. Щоб звання генерала не завдало шкоди грецькому табору, Боцаріс виступив перед соратниками, поцілував, а потім публічно розірвав диплом генерала. 33-річний Боцаріс мав до того часу бойовий досвід у горах Суліону, воював на боці Алі-паші Тепеленського, служив французам на острові Лефкас і в Італії, спілкувався албанською та італійською, здобув повагу як у греків (був побратимом Теодороса Колотроніса), так і у мусульман.

## Перед боєм

Прапор Боцаріса

Мустаї-паша прибув до міста Трікала в середині липня. Звідти він вирушив до гір Аграфа, які були осередком воєначальника Караїскакіса. Останній, який страждав на туберкульоз, зустрівся з Боцарісом 30 липня в Соволако. Караїскакіс пішов лікуватись до монастиря Пруссос, але віддав Боцарісу своїх бійців. Мустаї-паша прибув 30 липня до міста Карпенісі. Довідавшись про це, Боцаріс розташувався неподалік від міста, в селі Мікро Хоріо (Мале Село), а брати Цавелас — у Мегало Хоріо (Велике Село). Під його командуванням перебували 1250 бійців, із них 400 були суліотами. Там у нього народився зухвалий план. Оскільки суліоти знали албанську, а одяг «ляпі» Омера-вріоні (південних албанців), на відміну від «геків» Мустаї-паші (північних албанців), нічим не відрізнявся від грецького, Боцаріс відрядив трьох шпигунів до турецько-албанського табору, в Кефаловрісо. Вони 7 серпня увесь день, ніким не помічені, ходили табором, збираючи інформацію. Боцаріс ухвалив рішення: тієї ж ночі атакувати табір та, за можливістю, взяти в полон чи вбити Мустаї. Упродовж всієї Визвольної війни здійснити подібну атаку ризикне лише Караїскакіс.

## Бій
Боцаріс виступив на чолі 800 бійців, а 400 бійців на чолі з Цавеласом зайняли Платаніа, щоб перекрити шлях підкріпленням турецькому табору, у якому розміщувались 4 000 турко-албанців. Проте, отримавши інформацію, що не підтвердилась, від місцевого селянина, що до Платаніа підійшли турецькі сили чисельністю близько 8 000 осіб, Боцаріс змінив свій план, залишивши Цавеласу 850 бійців. Боцаріс залишив для атаки 450 суліотів (за іншими даними — 350) і попрощався з Цавеласом зі словами: «доброї зустрічі в підземному царстві».
Опівночі, з 8 на 9 серпня, суліоти руслом річки увійшли до табору. Вдаючи албанців, що збаламутились проти командирів, вони увійшли до табору, убиваючи мечами лише тих, хто намагався їх зупинити. Турки ще не визначили, що відбувалось, коли суліоти підійшли до наметів пашів.
У першому наметі, до якого увійшов Боцаріс, він виявив свого знайомця за двором Алі-паші, старого Аго-васіарі, й віддав його під варту, щоб урятувати життя. Одразу після того Боцаріса було поранено в бік, але він приховав це від своїх бійців. Турки поступово почали організовувати спротив, зайнявши позиції в Ампеліа, де у них був бастіон. Його, у запалі бою, бажав узяти Боцаріс.
Там його булло поранено у праву скроню. Суліоти почали відступати, несучи пораненого Боцаріса, який помер у них на руках ще до виходу з табору. Після смерті Боцаріса суліоти не щадили жодного на своєму шляху. Був убитий і старий Аго-васіарі.

## Підсумки
Деякі історики вважають, що турки втратили в тому бою 1 500 чоловік убитими. Греки втратили близько 40 чоловік убитими й стільки ж пораненими. Трикупіс писав, що було захоплено 2 прапори, 690 рушниць, 1 тисяча пістолетів, багато коней і мулів.